# Pierre Bouru

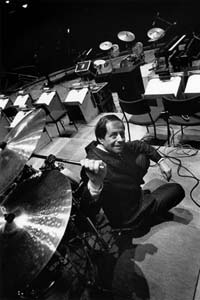
Pierre Bouru (1989)

Pierre Bouru (* 23. April 1928 in Eaux-Vives; † 25. Dezember 2023) war ein Schweizer Jazzmusiker (Schlagzeug) des Dixieland, der sich auch als Konzertorganisator und Kolumnist betätigte.

## Leben und Wirken
Bouru spielte ab Mitte der 1940er-Jahre in der Jazzszene von Genf in der Formation The Dixie Dandies, der auch Loys Choquart und Henri Chaix angehörten. 1947 nahm er mit Frank „Big Boy“ Goudie auf („I Found a New Baby“), 1952 mit Loys Choquart and His Creole Jazz („Dippermouth Blues“). Im ersten Genfer Jazzclub Cat Club (gegründet 1949) bildete er für mehr als zwei Jahre das Haustrio mit Henri Chaix und Holzbläser Claude Aubert, mit dem er u. a. Sidney Bechet begleitete; daneben war er für den Klubbetrieb verantwortlich. 1957 oder 1958 jammte er im Genfer Cave du Hot Club mit Lionel Hampton. Er trat auch mit den in der Schweiz gastierenden Musikern Albert Nicholas, Nelson Williams und Bill Coleman auf, außerdem 1958 mit den New Orleans Wild Cats auf dem Deutschen Jazzfestival in Frankfurt am Main und dem Amateur Jazz Festival Zürich. Mit seinem eigenen Quintett, mit Raymond Court (Trompete), Michel Pilet (Tenorsaxophon), Jean-Pierre Bionda (Piano) und Guy Deluz (Bass), gastierte er 1960 auf dem Festival Jazz à Juan in Juan-les-Pins („Spirit Five“), im Folgejahr in Bologna und 1962 wieder in Antibes.
Bis dahin arbeitete Bouru hauptberuflich als Autoverkäufer. Dann wurde er Berufsmusiker und übersiedelte zwischen 1965 und 1968 nach Paris, wo er Musiker wie Bill Coleman, Claude Luter, Guy Lafitte und Stéphane Grappelli begleitete. Zurück in der Schweiz spielte er Hot Jazz mit den Wild Cats, mit dem Vieux Carré und dem Orchester von Jacky Milliet, aber auch Modern Jazz mit Pierre Jomini oder Paul Thommen. Weiterhin arbeitete Bouru mit The Dixie Dandies, Ed Hubbles Stars of Dixieland (u. a. mit Oscar Klein, Jacky Milliet, Henri Chaix, Jimmy Woode) und im Bouru/Jomini Quintet mit dem Saxophonisten Pierre Jomini, außerdem mit Daniel Thomis Dixieland Music, 1991 noch mit Claude Luter. Im Bereich des Jazz war er laut Tom Lord zwischen 1946 und 1991 an 27 Aufnahmesessions beteiligt.
1971 folgte Bouru Jean-Pierre Rossmann als Leiter des Estival Jazz. In späteren Jahren betätigte er sich in der Genfer Musikszene weiterhin als Konzertveranstalter (mit seiner eigenen, 1969 gegründeten Konzertagentur Unijazz), Journalist (insbesondere für La Suisse) und Fotograf. Auch moderierte er Sendungen für das Westschweizer Fernsehen. 2003 erschien seine von Claude Tappolet verfasste Biographie «Le bonheur était dans le jazz.»